# 장 브리크몽
장 브리크몽 ( Jean Bricmont; 1952년 4월 12일 ~ )은 벨기에의 이론 물리학자이자 과학 철학자이다. 루뱅 가톨릭 대학교 (UCLouvain) 교수로 재규격화군 및 비선형 미분 방정식에 대해 연구하고 있다. 2004년부터 벨기에 왕립 아카데미 과학부 회원이다.
브리크몽은 비슷한 견해를 가진 미국 지식인들과 협력하는 합리주의적 활동가로 비 학문 청중에게 대부분 알려져 있다. 앨런 소칼과 함께 과학에 대한 포스트 모더니즘 관점을 비판하였고, 그와  함께 Fashionable Nonsense (1997)를 썼다. 그는 노엄 촘스키와 유사한 입장을 취하면서 제국주의를 비판하고 표현의 자유도 옹호하였다.
장 브리크몽은 2001년부터 2006년까지 Association française pour l' information scientifique의 회장을 역임했다.

## 간행물
- Impérialisme humanitaire (2005). 영문판으로는 Humanitarian Imperialism, 2006[4]
- Preface to L'Atlas alternatif – Frédéric Delorca (ed), Pantin, Temps des Cerises, 2006
- Pourquoi Bush peut déclencher une attaque contre l’Iran, 이란에 대한 미국의 침공 가능성을 논의한 프랑스어 논문
- Raison contre pouvoir. Le pari de Pascal, Jean Bricmont and Noam Chomsky, 5 November 2009
- Beware the Anti-Anti-War Left, CounterPunch, 4 December 2012
- La République des censeurs, L'Herne. 2014. ISBN 9782851974570.
- Bricmont, Jean (2016). 《Making Sense of Quantum Mechanics》. Springer. ISBN 978-3-319-25889-8.
- Bricmont, Jean (2017). 《Quantum Sense and Nonsense》. Springer. ISBN 978-3-319-65271-9.